# بيرت كونلي
بيرت كونلي هو لاعب هوكي الجليد كندي، ولد في 22 أبريل 1907 في مونتريال في كندا، وتوفي في 2 يوليو 1990.

## وصلات خارجية
- بيرت كونلي على موقع دوري الهوكي الوطني (الإنجليزية)
- بيرت كونلي على موقع EliteProspects.com (الإنجليزية)
- بيرت كونلي على موقع Hockey-Reference.com (الإنجليزية)